# Суордах
Суордах (якут. Суордаах) — село в Верхоянском улусе Республики Саха (Якутия) России. Административный центр и единственный населённый пункт Суордахского наслега.

## География
Село находится в северной части Якутии, на левом берегу реки Дулгалах, на расстоянии примерно 162 километров (по прямой) к юго-западу от посёлка Батагай, административного центра улуса. Абсолютная высота — 216 метров над уровнем моря.

### Уличная сеть
Состоит из четырёх улиц.

### Климат
Климат характеризуется как резко континентальный, с продолжительной морозной малоснежной зимой и коротким прохладным летом. Средняя температура воздуха самого тёплого месяца (июля) составляет 16-17 °C; самого холодного (января) — −38 − −48 °C. Среднегодовое количество атмосферных осадков составляет 150—300 мм. Снежный покров держится в течение 215—235 дней в году.

### Часовой пояс
Село Суордах находится в часовой зоне МСК+7. Смещение применяемого времени относительно UTC составляет +10:00.

## История
Согласно Закону Республики Саха (Якутия) от 30 ноября 2004 года N 173-З N 353-III село возглавило образованное муниципальное образование Суордахский наслег. В результате наводнения 09 июля 2022 года село оказалось полностью подтоплено.

## Население
| 2002 | 2010 | 2012 | 2013 | 2014 | 2015 | 2016 |
| ---- | ---- | ---- | ---- | ---- | ---- | ---- |
| 407  | ↘354 | ↘349 | ↗353 | ↗355 | ↗359 | ↘356 |
| 2017 | 2018 | 2019 | 2020 | 2021 |      |      |
| ↘355 | ↘351 | ↘338 | ↗339 | ↘333 |      |      |

### Половой состав
По данным Всероссийской переписи населения 2010 года в гендерной структуре населения мужчины составляли 50 %, женщины — соответственно также 50 %.

### Национальный состав
Согласно результатам переписи 2002 года, в национальной структуре населения якуты составляли 92 % из 407 чел.

## Транспорт
Проходит автомобильная дорога регионального значения98К-021 «Себян» (Батамай — Сегян-Кюёль — Себян-Кюёль — Суордах — Дулгалах — автодорога 98К-009 «Верхоянье»).